# LVCI 1–50
Az LVCI 1–50 egy szerkocsis gőzmozdonysorozat volt az osztrák-magyar Lombardisch-venetianischen und central-italienischen Eisenbahn-Gesellschaft (LVCI) magánvasút-társaságnál.
Az 50 mozdonyt George Stephenson gyártotta 1857-1858-ban az LVCI részére. A Déli Vasút megvásárolt 15-öt a mozdonyokból és az 1. sorozatba osztotta őket. A megmaradt 35 és az SB 15 mozdonya is átkerült 1867-ben a Strade Ferrate Alta Italia-hoz (SFAI).
Ezekből 1874-ben tízet selejteztek, további tízet pedig 1B tengelyelrendezésűre átépítettek.
Négy darab ebből a sorozatból a Rete Mediterranea és a Rete Adriatica után 1905-ben még az FS-hez került, ahol az FS 102 sorozatba osztották be. További négy mozdony került az FS 102 sorozatba az LVCI 155-164 pályaszámúak közül.

## Fordítás
- Ez a szócikk részben vagy egészben  a   LVCI 1–50 című német Wikipédia-szócikk fordításán alapul.  Az eredeti cikk szerkesztőit annak laptörténete sorolja fel. Ez a jelzés csupán a megfogalmazás eredetét és a szerzői jogokat jelzi, nem szolgál a cikkben szereplő információk forrásmegjelöléseként. - Az eredeti szócikk forrásai szintén ott találhatóak.